# Armeense rapsodie nr. 2
De Armeense rapsodie nr. 2 is een compositie van de Armeens/Schotse componist Alan Hovhaness. Het werk is gebaseerd op Armeense volksliedjes, in navolging van Béla Bartók en Zoltán Kodály, die dat met Hongaarse liederen deden. In tegenstelling tot de Armeense rapsodie nr. 1 uit hetzelfde jaar is er ook een gedeelte terug te voeren op Armeense feestelijke religieuze liederen uit de liturgie. De muziek lijkt één grote fuga. Een derde rapsodie volgde pas veel later.

## Orkestratie
- violen, altviolen, celli, contrabassen.

## Discografie
- Uitgave MGM: Carlos Surinach met het MGM Orkest (jaren 50)
- Uitgave Crystal Records: David Amos met het Israel Philharmonic Orchestra (1982)
- Uitgave Koch International: Gerard Schwarz met de Seattle Symphony (juni 1996) (niet meer verkrijgbaar)
- Uitgave Dorian: Kerry Stratton met de Staatsphilharmonie Bratislava (1997)